# Paul-José M’Poku
Paul-José M’Poku Ebunge (ur. 19 kwietnia 1992 w Kinszasie) – piłkarz z Demokratycznej Republiki Konga grający na pozycji lewego pomocnika. Od 2021 jest piłkarzem klubu Konyaspor.

## Kariera piłkarska
Swoją karierę piłkarską M’Poku rozpoczął w 1998 roku w Belgii, w klubie Cornesse FC. W latach 2002–2004 trenował w Entente Rechaintoise, a w 2004 roku trafił do szkółki piłkarskiej Standardu Liège. Z kolei w 2008 roku trafił do szkółki Tottenhamu Hotspur. W 2010 roku został wypożyczony do Leyton Orient, grającego w League One. Swój debiut w nim zaliczył 28 września 2010 w zremisowanym 0:0 domowym meczu z Walsall. W Leyton Orient grał przez rok.
W lipcu 2011 roku M’Poku został zawodnikiem Standardu Liège, który zapłacił Tottenhamowi kwotę 400 tysięcy euro. W Standardzie swój debiut zaliczył 6 listopada 2011 w zwycięskim 2:1 domowym meczu z Club Brugge. W sezonie 2013/2014 wywalczył ze Standardem wicemistrzostwo Belgii.
W lutym 2015 roku M’Poku został wypożyczony do Cagliari Calcio. W Serie A swój debiut zanotował 8 lutego 2015 w przegranym 1:2 domowym spotkaniu z AS Roma. Do Cagliari był wypożyczony na pół roku.
Latem 2015 roku M’Poku przeszedł ze Standardu do Chievo Werona za 4 miliony euro. W Chievo swój debiut zaliczył 23 sierpnia 2015 w wygranym 3:1 wyjazdowym meczu z Empoli FC.
W 2016 roku M’Poku wypożyczono z Chievo do Panathinaikosu. W Panathinaikosie zadebiutował 10 września 2016 w wygranym 3:0 wyjazdowym meczu z Lewadiakosem.
W 2017 roku wrócił do Standardu Liège. W latach 2020–2021 grał w Al-Wahda, a w 2021 został zawodnikiem Konyasporu.
| Sezon   | Klub              | Kraj                         | Rozgrywki           | Mecze | Gole |
| ------- | ----------------- | ---------------------------- | ------------------- | ----- | ---- |
| 2010/11 | Tottenham Hotspur | Anglia                       | Premier League      | 0     | 0    |
| 2010/11 | Leyton Orient     | Anglia                       | League One          | 27    | 3    |
| 2011/12 | Standard Liège    | Belgia                       | Eerste klasse       | 12    | 0    |
| 2012/13 | Standard Liège    | Belgia                       | Eerste klasse       | 27    | 6    |
| 2013/14 | Standard Liège    | Belgia                       | Eerste klasse       | 37    | 8    |
| 2014/15 | Standard Liège    | Belgia                       | Eerste klasse       | 18    | 5    |
| 2014/15 | Cagliari Calcio   | Włochy                       | Serie A             | 15    | 2    |
| 2015/16 | Chievo Werona     | Włochy                       | Serie A             | 20    | 0    |
| 2016/17 | Panathinaikos AO  | Grecja                       | Superleague Ellada  | 28    | 4    |
| 2017/18 | Standard Liège    | Belgia                       | Eerste klasse       | 34    | 5    |
| 2018/19 | Standard Liège    | Belgia                       | Eerste klasse       | 30    | 8    |
| 2019/20 | Standard Liège    | Belgia                       | Eerste klasse       | 18    | 3    |
| 2019/20 | Al-Wahda          | Zjednoczone Emiraty Arabskie | UAE Football League | 7     | 1    |
| 2020/21 | Al-Wahda          | Zjednoczone Emiraty Arabskie | UAE Football League | 20    | 5    |

## Kariera reprezentacyjna
M’Poku grał w młodzieżowych reprezentacjach Belgii na różnych szczeblach wiekowych. W 2011 roku wystąpił z reprezentacją Belgii U-19 na Mistrzostwach Europy U-19.
W reprezentacji Demokratycznej Republiki Konga M’Poku zadebiutował 28 marca 2015 roku w przegranym 1:2 towarzyskim meczu z Irakiem. W 2017 roku został powołany do kadry na Puchar Narodów Afryki 2017.